# Carloto Cotta
Carloto Cotta (nacido en París, Francia, el 31 de enero de 1984) es un actor franco-portugués conocido por su participación en varias telenovelas, películas y obras de teatro. Actuó en la película Arena de John Salaviza, que ganó la Palma de Oro O Cortometraje en el Festival de Cannes 2009, y tiene uno de los papeles centrales de la película Tabú de Miguel Gomes.

## Filmografía

### Cine
- 2023 - Amelia's Children
- 2022 - You Won't Be Alone
- 2021 - Diários de Otsoga
- 2020 - Luz nos Trópicos
- 2019 - Frankie
- 2018 - Diamantino de Gabriel Abrantes y Daniel Schmidt
- 2017 - Colo de Teresa Villaverde
- 2016 - Zeus de Paulo Filipe
- 2016 - Aquí en Lisboa de Denis Côté, Dominga Sotomayor, Gabriel Abrantes, MRIE Losier
- 2015 - Montaña de John Salaviza
- 2015 - Las mil y una noches: Volumen 3, los encantados de Miguel Gomes
- 2015 - Las mil y una noches: Volumen 2, El Sombrío de Miguel Gomes
- 2015 - Las mil y una noches: Volumen 1, el agitado de Miguel Gomes
- 2014 - Olvidados de Carlos Bolado
- 2013 - Barrio de Jorge Cardoso, Lourenço de Mello, José Manuel Fernandes y Ricardo Inacio
- 2012 - Tabú de Miguel Gomes
- Las líneas de Wellington (Linhas de Wellington) (2012) de Raoul Ruiz y Valeria Sarmiento
- 2012 - La pasión de Margarida Gil
- 2011 - Demain? de Christine Laurent
- 2010 - Misterios de Lisboa de Raúl Ruiz
- 2010 - Carne de Carlos Conceição, cortometrajes
- 2009 - Cómo dibujar un círculo perfecto de Marco Martins
- 2009 - 4 Copas de Manuel Mozos
- 2009 - Para morir como un hombre de João Pedro Rodrigues
- 2009 - La Religieuse Portugaise de Eugène Green
- 2009 - Arena de John Salaviza , cortometrajes
- 2009 - L'Arc En Ciel de David Bonneville
- 2008 - Nuit de Chien de Werner Schroeter
- 2007 - El casco de oro, de Jorge Cramez
- 2005 - Odete de João Pedro Rodrigues
- 2005 - Fin del curso de Miguel Martí
- 2004 - La cara que se merece de Miguel Gomes
- 2003 - 31 de Miguel Gomes (cortometraje)

### Televisión
- 2025 - Manual para señoritas - Gabriel de Bayona Silva
- 2022-2023 - Élite - Cruz Carvalho
- 2021 - Glória - Brito
- 2020 - Cá por casa - Gregorio
- 2019 - Prisioneira - Omar Maluf
- 2018 - A teia - Jaime Rosa Neto
- 2017 - A impostora - Matias
- 2016 - Mata Hari - Théophil Rastignac
- 2016 - La impostora, TVI
- 2015 - Santa Bárbara, TVI
- 2012 - El Barrio, TVI
- 2010 - Los lazos de sangre, SIC
- 2008 - Sea Flower, TVI
- 2007 - Isla del Amor, TVI
- 2006 - Mi Familia, RTP
- 2002 - Lusitana Paixão, RTP (participación especial).

## Teatro
- 2007 - Compras y follando
- 2006 - Me cago en Dios